# Archiv für Reformationsgeschichte
Das Archiv für Reformationsgeschichte (ARG) ist eine wissenschaftliche Zeitschrift, die sich schwerpunktmäßig mit dem Zeitalter der europäischen Reformation beschäftigt. Der Untertitel lautet dementsprechend „Internationale Zeitschrift zur Erforschung der Reformation und ihrer Weltwirkungen“.

## Herausgeber und Verlag
Die im Auftrag des Vereins für Reformationsgeschichte und der Society for Reformation Research herausgegebene Zeitschrift erscheint derzeit mit jeweils einem etwa 320 Seiten starken Band pro Jahr im Gütersloher Verlagshaus. Die europäische Redaktion wird geleitet von Thomas Kaufmann, Universität Göttingen, und Martin Keßler, Universität Basel, die für Aufsätze in deutscher, französischer und italienischer Sprache zuständig sind. Für die nordamerikanische Redaktion, die für alle Aufsätze in englischer Sprache zuständig ist, zeichnen Ute Lotz-Heumann und Marjorie Elizabeth Plummer, beide University of Arizona, verantwortlich.

## Geschichte
Der erste Jahrgang der Zeitschrift erschien 1903/04. Als erster Herausgeber fungierte bis zu seinem Tode im Jahr 1938 Walter Friedensburg in Verbindung mit dem Verein für Reformationsgeschichte. In dieser Zeit diente das ARG primär der „Veröffentlichung von Quellenstücken […] zur Reformationsgeschichte im engeren Sinne, d. h. zur Entwicklungsgeschichte der lutherischen Reformation auf deutschem Boden“.
1938 wurde Gerhard Ritter als neuer Herausgeber berufen, der gemeinsam mit Otto Scheel und Heinrich Bornkamm, dem ersten und zweiten Vorsitzenden des Vereins, eine neue Konzeption für die Zeitschrift entwickelte. Dazu gehörten eine thematische Erweiterung auf außerdeutsche und nichtlutherische Aspekte der Reformationsgeschichte, ein größerer Stellenwert von Fachaufsätzen im Vergleich zu Quellenpublikationen, Ansätze einer interdisziplinären Arbeitsweise und die Gewinnung ausländischer Autoren. Allerdings waren die politischen Rahmenbedingungen alles andere als förderlich für diese Zielsetzungen; die Verhaftung Ritters durch die Gestapo im November 1944 unterbrach die Arbeit an der ARG für einige Zeit.
Bornkamm ließ zwar noch die beiden ersten Hefte des 41. Jahrgangs bei Hiersemann in Leipzig setzen, sie konnten jedoch erst 1948 bei Mohr-Siebeck in Tübingen erscheinen.
Im Jahr 1951 konnte die Zeitschrift im Verlag Bertelsmann wieder ein regelmäßiges Erscheinen aufnehmen, nachdem im Vorfeld eine Kooperation zwischen dem Verein für Reformationsgeschichte und der nordamerikanischen Society for Reformation Research vereinbart wurde mit dem Ziel der „Herausgabe einer zweisprachigen Zeitschrift“, die künftig die bereits 1938 formulierten Ziele einlösen sollte. Seitdem trägt die Veröffentlichung den englischen Paralleltitel Archive for Reformation History, verfügt über einen international zusammengesetzten Herausgeberkreis und je eine Redaktion auf beiden Seiten des Atlantiks. In der Folgezeit kam es zu einer thematischen Weiterung in Richtung auf eine „universalhistorische Perspektive“ und ein steigendes Maß an „Interdisziplinarität“ und „Überkonfessionalität“.  Die zunächst halbjährliche Erscheinensweise wurde zugunsten von Jahresbänden aufgegeben; seit 1972 erscheint zusätzlich als jährliches Supplement ein Literaturbericht, der sich als kommentierte Bibliographie zur Reformationsgeschichte (1450–1650) etabliert hat.
Im Jubiläumsband zum 125-jährigen Bestehen des Vereins für Reformationsgeschichte wurde eine durch ein mehrteiliges Register erschlossene Liste mit den 1190 zwischen 1903 und 2006 im ARG erschienenen Aufsätzen veröffentlicht.